# アイギュピオス

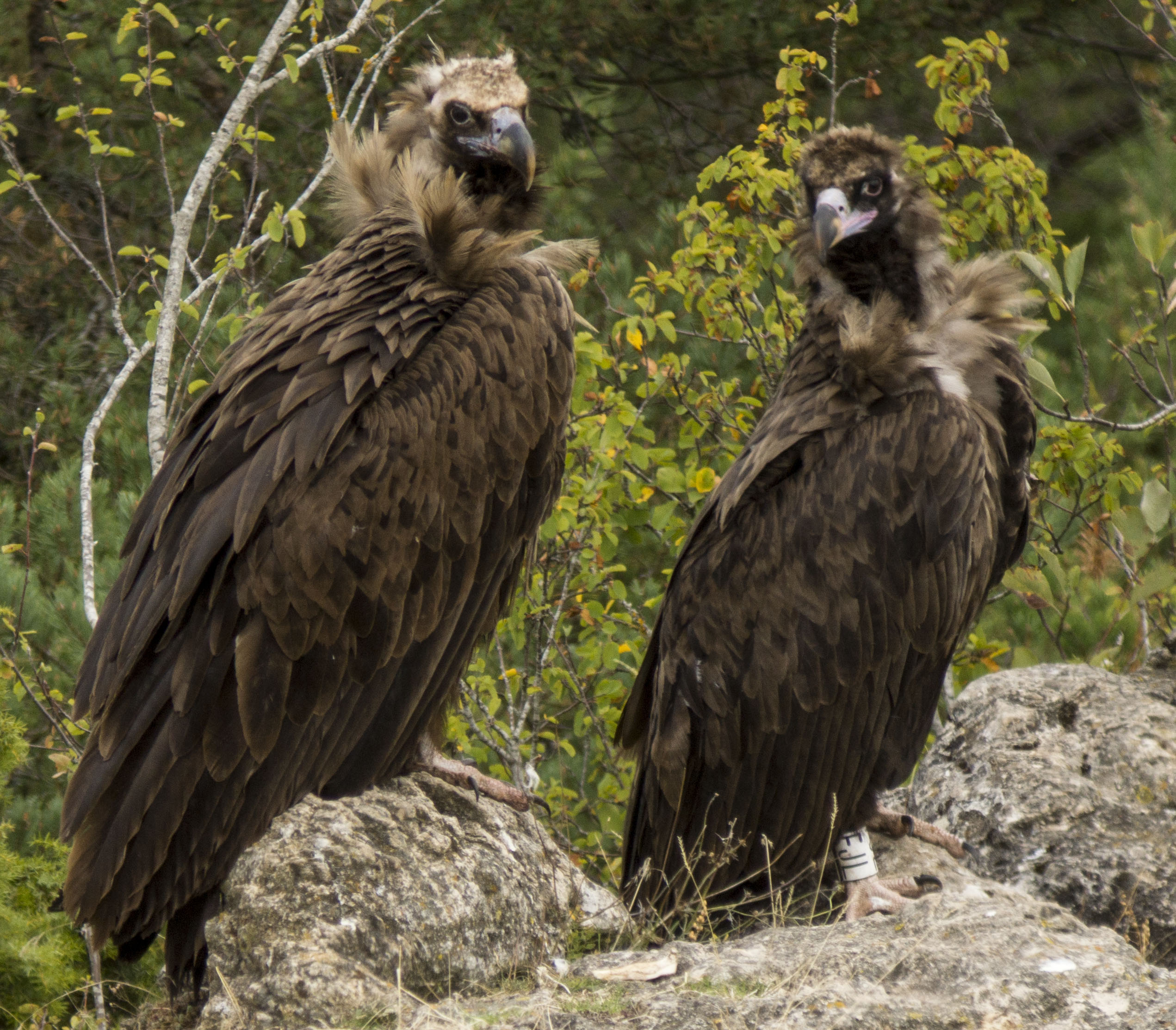
クロハゲワシ。

アイギュピオス（古希: Αἰγυπιός, Aigypios）は、ギリシア神話の人物である。ハゲワシの意。ノミオーンの子アンテウスとブーリスの子。テッサリアー地方の辺境の住人。敬虔かつ寛大で正しい人柄から、神々からも人々からも愛されていた。

## 神話
ボイオスの『鳥類の系譜』に基づくアントーニーヌス・リーベラーリスの物語によると、あるときアイギュピオスは寡婦のティマンドレーを一目見て好きになったという。アイギュピオスはティマンドレーを説得し、彼女の館に通って関係を重ねるようになったが、ティマンドレーの息子ネオプローンはアイギュピオスと同じ年齢であったために、母と新しい恋人との関係を受け入れることができなかった。そこでネオプローンはアイギュピオスを破滅させるべく策略をたくらんだ。
彼はアイギュピオスの母ブーリスを誘惑し、彼女を自分の館に連れて来させた。それはアイギュピオスが母に会いに来る日であり、ティマンドレーを外出させた後にブーリスを館に招き入れた。そのうえで、すぐに戻ると言って外出し、アイギュピオスが自分の母親と関係を持つように仕組んだ。ネオプローンの企み通りに事が進んだ後、ブーリスは情事の相手がネオプローンではなく、息子のアイギュピオスであることに気づき、刃物でアイギュピオスの両眼を盲目にしたうえで、自殺しようとした。しかしアイギュピオスはアポローン神の神意によって眠りから覚めると、ネオプローンの策略を悟って絶望し、関わったすべての者が消えてなくなるよう神々に祈った。そこで大神ゼウスは彼らを鳥に変え、アイギュピオスとネオプローンを大小の色の異なる鷲に、ブーリスをアオサギ（Pounx）に、ティマンドレーをシジュウカラ（Aigithllos）に変えた。このとき以降、これらの鳥は再び会うことはなかった。